# Cucullia embolima
Cucullia embolima är en fjärilsart som beskrevs av Rudolf Püngeler 1906. Cucullia embolima ingår i släktet Cucullia och familjen nattflyn. Inga underarter finns listade i Catalogue of Life.